# Quận Somerset, Pennsylvania
Quận Somerset là một quận trong tiểu bang Pennsylvania, Hoa Kỳ. Quận lỵ đóng ở Somerset6. Theo điều tra dân số năm 2000 của Cục điều tra dân số Hoa Kỳ, quận có dân số 80.023 người.2
Quận Somerset được lập ngày 17 tháng 4 năm 1795 từ một số khu vực của quận Bedford và được đặt tên theo Somerset, Anh quốc. Quận này thuộc vùng thống kê đô thị Johnstown, Pennsylvania.

## Địa lý
Theo Cục điều tra dân số Hoa Kỳ, quận có diện tích 2800 km², trong đó có 17 km2 là diện tích mặt nước.